# قشلاق حاج طالب
قشلاق حاج طالب یک روستا در ایران است که در دهستان قشلاق غربی واقع شده‌است. قشلاق حاج طالب ۱۱۸ نفر جمعیت دارد.